# Zeta-TCP
Zeta-TCP fa referència a un conjunt d'algorismes propietaris del protocol de control de transmissió (TCP) que tenen com a objectiu millorar el rendiment d'extrem a extrem de TCP, independentment de si el peer és Zeta-TCP o qualsevol altra pila de protocols TCP, en altres paraules, per ser compatible amb els algorismes TCP existents. Va ser dissenyat i implementat per AppEx Networks Corporation.
Zeta-TCP proporciona principalment les millores següents:
- Evitació de congestió basada tant en mesures de latència com de pèrdua.
- Algorisme de detecció de pèrdues millorat.
- Control invers.

## Evitació de congestió
La majoria de les implementacions de pila TCP utilitzen TCP New Reno o les seves variacions (com TCP SACK RFC3517) com a algorisme d'evitació de congestió. Els algorismes basats en New Reno es basen en pèrdues. Els algorismes basats en pèrdues tracten les pèrdues de paquets com a única indicació de les congestions a la xarxa. A mesura que Internet ha evolucionat des d'aleshores, aquesta hipòtesi és sovint exagerada avui dia. La pèrdua de congestió disminueix constantment amb l'avenç de les tecnologies, mentre que, relativament, la pèrdua aleatòria a causa de les propietats dels mitjans (per exemple, canals sense fil/Fading), sorolls/conversacions de cable, errors de connectivitat, errors de programari, etc., està augmentant. Una vegada que es detecta "congestió" (o alarma falsa), New Reno redueix la finestra de congestió (CWND) bruscament, provocant una caiguda de la velocitat d'enviament. Aquesta és una de les principals raons per les quals les aplicacions basades en TCP sovint amb prou feines poden utilitzar una fracció de l'ample de banda subscrit, especialment quan el temps de retard d'anada i tornada (RTT) és gran.
TCP Vegas i les seves variacions, sobretot FAST TCP, basen les seves prediccions de congestió només en la mesura RTT. Aquests algorismes basats en latència superen els problemes dels basats en pèrdues i solen ser un reflex més realista de la congestió a la xarxa. Tanmateix, els algorismes basats en latència tenen les seves pròpies limitacions.
Zeta-TCP aborda el problema combinant la força dels algorismes basats en latència i basats en pèrdues. Mesura constantment la variació RTT i la variació de la taxa de pèrdua, i calcula la probabilitat de congestió. Els esquemes de retrocés CWND s'apliquen en funció de la probabilitat. Amb la màxima probabilitat, aplica l'esquema de retrocés de New Reno, que ja s'ha demostrat que és eficaç i estable amb molts anys de desplegament massiu.

## Implementació
En el moment d'escriure, Zeta-TCP s'ha implementat com a mòduls de programari per a Linux (Mòdul Netfilter Kernel), Microsoft Windows 10 fins a XP i versions relacionades de Windows Server (NDIS IM Filter/NDIS LWF) i WinCE. AppEx no modifica la pila de protocols, sinó que intercepta els fluxos TCP i aplica els seus algorismes sobre la marxa. Aquesta manera no intrusiva d'implementar els algorismes té com a objectiu una acceptació més àmplia. L'inconvenient és la sobrecàrrega afegida del processament, però la sobrecàrrega és insignificant en comparació amb els guanys de rendiment.